# La storia continua
La storia continua è un album di Tommy Riccio, pubblicato dalla Mea Sound nel 2010.

## Tracce
1. Guagliu'
2. Tu si bella
3. Diciott'anne
4. Na storia senz' ammore
5. Nun voglio
6. Simme 'e Napule
7. Comme te voglio bene
8. Che ce lassame a ffà
9. Comme se more pè 'na femmena
10. Lassalo perdere